# 서구·동구
서구·동구는 대한민국의 국회의원 선거구이다. 부산광역시 서구와 동구 일대를 관할한다. 현 지역구 국회의원은 국민의힘의 곽규택이다.

## 역사
대한민국 제20대 국회의원 선거를 앞두고 부산 원도심 지역의 선거구가 개편됨에 따라 중구·동구 선거구에서 중구 지역이 영도구와 통합되고, 동구 지역은 서구 선거구와 통합되면서 서구·동구 선거구가 신설되었다.

## 관할 구역
| 대수      | 관할 구역           |
| --------- | ------------------- |
| 20대~현재 | 서구 일원 동구 일원 |

## 역대 국회의원
| 선거   | 정당 | 정당       | 의원   |
| ------ | ---- | ---------- | ------ |
| 2016년 |      | 새누리당   | 유기준 |
| 2020년 |      | 미래통합당 | 안병길 |
| 2024년 |      | 국민의힘   | 곽규택 |

## 역대 선거 결과

### 대한민국 제20대 국회의원 선거
|  | 52.20% |

|  | 34.81% |

|  | 12.98% |

### 대한민국 제21대 국회의원 선거
|  | 56.04% |

|  | 42.20% |

|  | 1.01% |

|  | 0.73% |

### 대한민국 제22대 국회의원 선거
|  | 57.95% |

|  | 42.04% |

## 같이 보기
- 대한민국의 국회의원 선거구 목록